# La buena estrella
A boa estrela é um filme espanhol de 1997 dirigida por Ricardo Franco.

## Sinopse
Rafael (Antonio Resines) é um açougueiro que vive solitário desde que um acidente de trabalho o deixou impotente, mas ao conhecer a Marinha (Maribel Verdú) rompe com sua decisão de viver sozinho. Ela é uma mulher à que recolhe na rua quando seu noivo (Jordi Mollà), do que espera um filho, lhe está a dar uma surra.

## Palmarés cinematográfico
XII edição dos Prêmios Goya
| Categoria                 | Candidato                            | Resultado  |
| ------------------------- | ------------------------------------ | ---------- |
| Melhor filme              | Melhor filme                         | Ganhadora  |
| Melhor direção            | Ricardo Franco                       | Ganhador   |
| Melhor atriz protagonista | Maribel Verdú                        | Nominada   |
| Melhor ator protagonista  | Jordi Mollà                          | Nominado   |
| Melhor ator protagonista  | Antonio Resines                      | Ganhador   |
| Melhor guion original     | Ricardo FrancoÁngeles González-Sinde | Ganhadores |
| Melhor música original    | Eva Gancedo                          | Ganhadora  |

Medalhas do Círculo de Escritores Cinematográficos
| Categoria     | Candidato       | Resultado |
| ------------- | --------------- | --------- |
| Melhor atriz  | Maribel Verdú   | Ganhadora |
| Melhor ator   | Antonio Resines | Ganhador  |
| Melhor música | Eva Gancedo     | Ganhadora |